# Nurlan Nyghmatulin

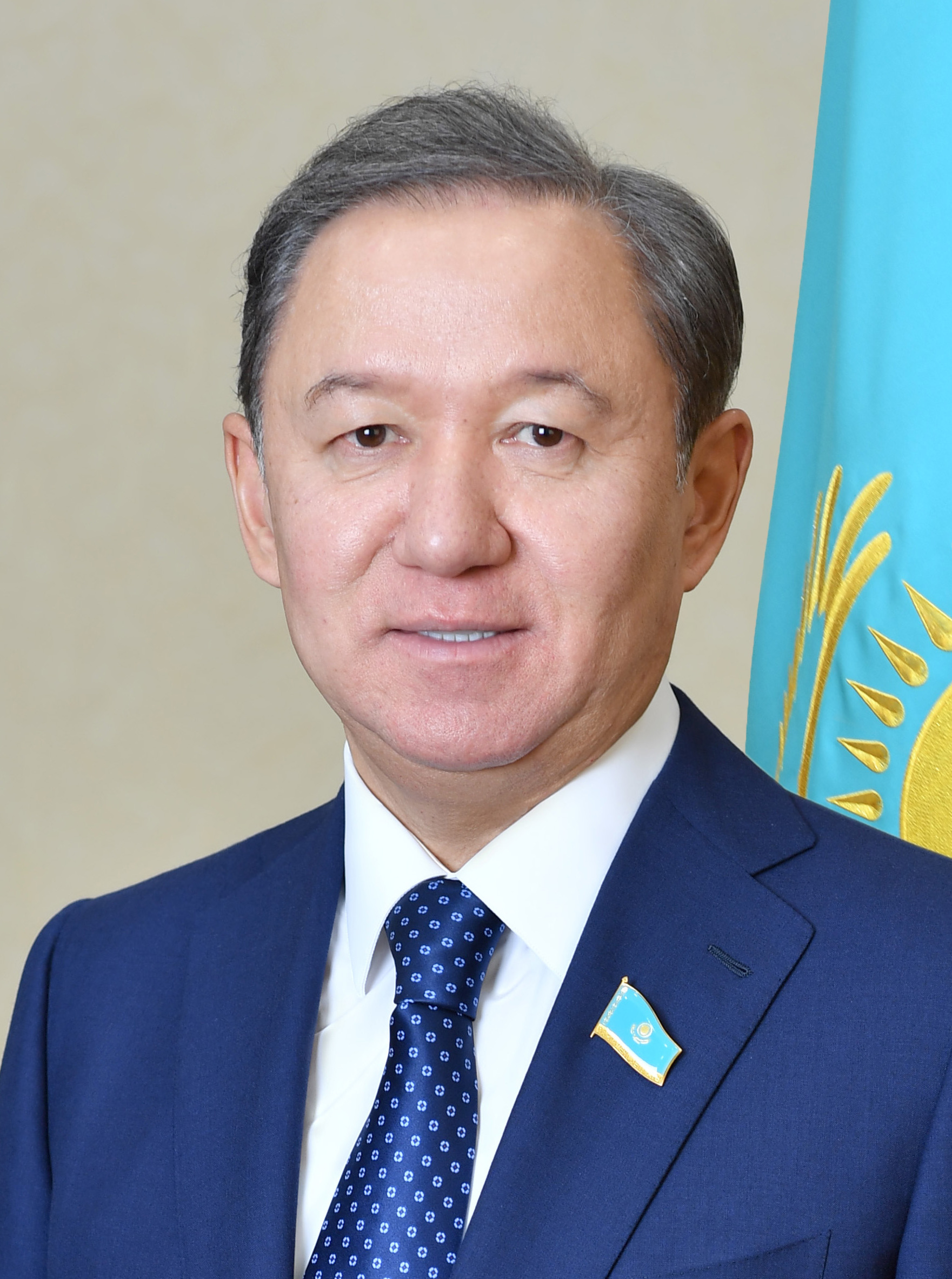
Nurlan Nyghmatulin (2019)

Nurlan Sairollauly Nyghmatulin (kasachisch Нұрлан Зайроллаұлы Нығматулин, russisch Нурлан Зайруллаевич Нигматулин Nurlan Sairullajewitsch Nigmatulin; * 31. August 1962 in Karaganda, Kasachische SSR) ist ein kasachischer Politiker (Amanat). Von Juni 2016 bis Januar 2022 war er Vorsitzender der Mäschilis, dem Unterhaus des kasachischen Parlaments.

## Leben
Nurlan Nyghmatulin wurde 1962 in Karaganda geboren. Er schloss 1984 ein Maschinenbaustudium am Polytechnischen Institut in Karaganda ab. 1989 kam ein Abschluss an der höheren Schule des Zentralkomitees des Komsomol hinzu. Den Doktortitel in Politikwissenschaft erlangte er 2001.
Nach dem Abschluss am Polytechnischen Institut in Karaganda arbeitete er zunächst als Ingenieur für das Unternehmen Karagandaoblgas (rus. Карагандаоблгаз). Zwischen 1985 und 1990 engagierte sich Nyghmatulin beim Leninschen Kommunistischen Jugendverband (Komsomsol) in der Kasachischen SSR. Anschließend war er Vorsitzender des Ausschusses der Jugendorganisationen Kasachstans. 1993 wurde er dann Präsident des kasachisch-amerikanischen Joint Venture Tengri (rus. Тенгри). 
Von 1995 bis 1999 arbeitete Nyghmatulin in der Verwaltung des kasachischen Präsidenten Nursultan Nasarbajew. Im Februar 1999 wurde er stellvertretender Bürgermeister der kasachischen Hauptstadt Astana und von Juli 2002 an war er Vizeminister für Verkehr und Kommunikation. Anschließend arbeitete er erneut als stellvertretender Leiter in der Präsidialverwaltung Kasachstans. Am 20. Januar 2006 wurde er zum Äkim (Gouverneur) des Gebietes Qaraghandy ernannt. Von November 2009 bis September 2012 bekleidete er den Posten des ersten stellvertretenden Vorsitzenden der Regierungspartei Nur Otan. Nach der Parlamentswahl 2012 wurde Nyghmatulin am 20. Januar 2012 von den Abgeordneten zum Vorsitzenden der Mäschilis, dem Unterhaus des kasachischen Parlaments, gewählt. Am 3. April 2014 wurde er erneut in die Präsidialverwaltung versetzt, diesmal als Leiter der Verwaltung. Seit dem 22. Juni 2016 war er wieder Vorsitzender der Mäschilis. Hier stieg Nyghmatulin im August 2019 zum Vorsitzenden der Nur-Otan-Fraktion auf.
Nach den schweren Unruhen in Kasachstan im Januar 2022 trat Nyghmatulin am 1. Februar als Vorsitzender der Mäschilis zurück.
Seit April 2013 bekleidete Nyghmatulin den Posten des Vorsitzenden der innerparlamentarischen Versammlung der Eurasischen Wirtschaftsgemeinschaft.

## Familie
Nyghmatulin hat zwei Brüder. Sein Zwillingsbruder Jerlan Nyghmatulin ist ein ehemaliger Abgeordneter der Mäschilis und es Senats. Sein  älterer Bruder Arghyn Nyghmatulin (* 1955) war lange Geschäftsführer des Eishockeyvereins HK Saryarka Karaganda und Abgeordneter im regionalen Parlament des Gebietes Qaraghandy. Nyghmatulin ist verheiratet und hat mit seiner Frau sechs Kinder.
Den Nyghmatulin-Brüdern wurden wiederholt Beteiligung an kriminellen Machenschaften, die Übernahme von Unternehmen mittels krimineller Handlungen sowie die Fälschung von Strafverfahren vorgeworfen. So wurde Jerlan und Nurlan Nyghmatulin vorgeworfen, im Dezember 2014 ein Strafverfahren fingiert und Druck auf den Beschuldigten ausgeübt zu haben. Der Mann wurde schließlich zu einer sechsjährigen Haftstrafe verurteilt. Erst 2023 wurde er, nachdem er Berufung eingelegt hatte, vom Obersten Gerichtshof vollständig freigesprochen. Den Brüdern wird außerdem vorgeworfen, ihre offizielle Position und ihren Einfluss auf das Strafverfolgungs- und Justizsystem in der Region Qaraghandy ausgenutzt zu haben, um Unternehmen in ihren Besitz zu bringen. Außerdem haben sie ihren Einfluss auf Behörden und Gerichte genutzt, um Dutzende Menschen betrügerisch um ihr Geld zu bringen.